# Jim Nussle
James Allen Nussle, dit Jim Nussle, né le 27 juin 1960 à Des Moines (Iowa), est un homme politique américain. Membre du Parti républicain, il est représentant de l'Iowa au Congrès des États-Unis de 1991 à 2007 et directeur du Bureau de la gestion et du budget de 2007 à 2009, durant la présidence de George W. Bush.

## Biographie

### Jeunesse et éducation
Né dans une famille d'origine danoise, Nussle est diplômé d'un baccalauréat universitaire ès lettres du Luther College de l'Iowa en 1983 puis d'un Juris Doctor de l'université Drake en 1985. Il devient avocat. De 1986 à 1990, il est élu procureur du comté de Delaware,.

### Chambre des représentants des États-Unis
Lors des élections de 1990, il se présente à la Chambre des représentants des États-Unis dans le 2e district de l'Iowa, dans le nord-est de l'État. Le républicain sortant Tom Tauke est alors candidat aux élections sénatoriales. Dans un district plutôt favorable aux démocrates, il est élu en devançant Eric Tabor de 1 642 voix sur plus de 166 000. Après un redécoupage des districts, il est réélu en 1992 à l'occasion d'un autre duel serré face à son collègue démocrate David Nagle. Il est par la suite reconduit plus largement par les électeurs de l'Iowa. À partir de 2001, il préside la commission du budget à la Chambre des représentants.

### Directeur du Bureau de la gestion et du budget

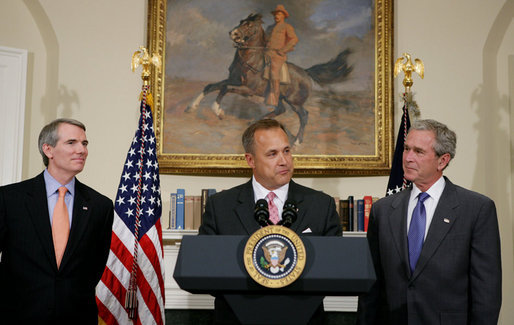
Nussle, parlant au côté de Rob Portman, son prédécesseur à la tête du Bureau de la gestion et du budget, en présence du président George W. Bush.

Lors des élections de 2006, Nussle est candidat au poste de gouverneur de l'Iowa pour succéder au démocrate Tom Vilsack. Il remporte la primaire républicaine sans opposition et semble partir avec un avantage sur son concurrent démocrate Chet Culver, qui l'attaque cependant pour ses nombreuses années à Washington, D.C. loin de l'État. Dans un contexte national favorable aux démocrates, il est battu par Culver qui rassemble près de 54 % des suffrages.
Nussle est nommé directeur du Bureau de la gestion et du budget (OMD) par George W. Bush. Sa nomination est validée par le Sénat des États-Unis en septembre 2007 (69 voix contre 24). Il reste en poste les deux dernières années de la présidence de Bush. Après son départ du gouvernement, il fonde une société de conseil, The Nussle Group, puis prend la tête de l'Union nationale des coopératives de crédit (Credit Union National Association) en 2014.